# Complesso primario
Con complesso primario in medicina, si indica una espressione anatomica della prima infezione tubercolare. Risulta costituito dalla lesione flogistica del parenchima polmonare, l'infiammazione dei linfonodi tributari del parenchima infiammato (linfoadenomegalia) e l'infiammazione dei vasi linfatici che connettono le suddette zone (linfangite).

## Patogenesi
Le goccioline di saliva contenenti il Mycobacterium giunte a livello alveolare, in seguito al contagio, innescano ivi una risposta infiammatoria aspecifica che si manifesta anatomicamente con la comparsa del" focolaio di essudazione".
Tale focolaio risulta costituito da macrofagi, granulociti, linfociti associati a congestione vascolare e ovviamente ad essudato. Questo focolaio va, in genere, incontro a guarigione attraverso una reazione fibrosa delimitante, con frequente deposizioni di sali di calcio.Raramente può anche evolvere verso la cavitazione.
I macrofagi accorsi nel focolaio essudativo fagocitano il micobatterio, il quale potrà, a questo punto, seguire due differenti destini:
- essere distrutto dal killing intracellulare macrofagico
- sopravvivere nel compartimento endosomiale dei macrofagi(grazie alle peculiare caratteristiche strutturali).

In quest'ultimo caso, il microrganismo sopravvissuto e proliferante nei macrofagi, viene trasportato dalla stessa cellula fagocitaria dapprima nell'interstizio e da qui, mediante i vasi linfatici in cui determina la comparsa di "Linfagite", ai linfonodi drenanti dove provoca una reazione infiammatoria aspecifica (simil a quella del parenchima polmonare) che evolve in linfoadenomegalia.